# Alan Sepinwall
Alan Sepinwall (Nueva Jersey, 19 de octubre de 1973) es un crítico de televisión y escritor estadounidense. Pasó 14 años como columnista de The Star-Ledger en Newark hasta que dejó el periódico en 2010 para trabajar para el sitio web de noticias de entretenimiento HitFix. Luego escribió para Uproxx, donde trabajó durante dos años. Desde 2018 es el principal crítico televisivo de Rolling Stone.
Sepinwall comenzó a escribir sobre televisión con reseñas de NYPD Blue mientras asistía a la Universidad de Pensilvania, lo que lo llevó a trabajar en The Star-Ledger. En 2007, inmediatamente después de que terminaran Los Soprano, el creador de la serie David Chase concedió su única entrevista a Sepinwall. En 2009, Sepinwall instó abiertamente a NBC a renovar la serie de comedia de acción Chuck, y el copresidente de NBC Entertainment, Ben Silverman, le dio crédito sarcásticamente a Sepinwall por el resurgimiento del programa.
Slate.com dijo que Sepinwall «cambió la naturaleza de las críticas televisivas» y lo llamó el «rey reconocido de la forma» con respecto a los resúmenes y reseñas de episodios semanales. Sepinwall y el crítico de televisión Dan Fienberg presentaron un podcast en HitFix llamado Firewall & Iceberg, en el que discutieron y revisaron la televisión hasta octubre de 2015. Durante su estancia en Uproxx, Sepinwall presentó un podcast llamado TV Avalanche con su colega crítico de televisión Brian Grubb.

## Primeros años de vida
Sepinwall creció en Pine Brook, Nueva Jersey. Su padre, Jerry, era psicofarmacólogo, y su madre, Harriet, es una exprofesora de educación en estudios sociales en el College of St. Elizabeth en Morristown, Nueva Jersey. Sepinwall asistió a la Congregación Agudath Israel de West Essex en Caldwell, Nueva Jersey. Estudió en la Universidad de Pensilvania, donde comenzó a escribir reseñas de televisión durante su segundo año en 1993. Más tarde, Sepinwall criticó sus escritos de este período, describiéndolos como llenos de «errores ortográficos, mala gramática y, peor aún, observaciones que me hacen estremecer».

## Carrera
En la década de 1990, Sepinwall era un fanático particular del drama policial de ABC NYPD Blue y escribió reseñas del programa en los grupos de noticias de Usenet. Esas reseñas ayudaron a que Sepinwall comenzara una carrera en periodismo televisivo en The Star-Ledger en Newark; en 2004, Sepinwall dijo «sin Blue, no tendría la carrera ni la vida que tengo actualmente». Después del muerte de George Floyd en 2020 por un oficial de policía de Mineápolis, Sepinwall escribió un largo artículo en Rolling Stone detallando sus sentimientos encontrados sobre NYPD Blue y los programas policiales en general, y concluyendo que los programas del género dramático policial tendrían que cambiar masivamente en la nueva realidad, o ya no se deberían hacer en absoluto.

### The Star-Ledger
Sepinwall comenzó a trabajar como columnista de televisión de The Star-Ledger en 1996. Es miembro de la Television Critics Association. El escritor de Slate.com, Josh Levin, describió las reseñas semanales posteriores a los episodios de Los Soprano que realiza Sepinwall como «una nueva forma» que combina resúmenes de episodios con análisis de los subtextos y significados ocultos del programa. Sepinwall ha dicho que su estilo de escritura se inspiró parcialmente en reseñas de grupos de noticias de episodios de televisión de Star Trek escritas por Timothy W. Lynch, así como en resúmenes de episodios y discusiones generadas en el sitio web Television Without Pity. Alrededor de 2005, además de sus columnas en el periódico, Sepinwall comenzó a escribir blogs para The Star-Ledger en el sitio web «All TV». Por esa época, también comenzó a mantener su propio blog privado, «What's Alan Watching», en el que publicaba reseñas e interactuaba directamente con los lectores.

### HitFixyUproxx
Después de 14 años en The Star-Ledger, Sepinwall dejó el periódico en 2010 para trabajar en el sitio web de periodismo de entretenimiento HitFix, donde reseñaba hasta 15 programas de televisión cada semana. En ese sitio, también hizo un podcast con el crítico de televisión Dan Fienberg llamado Firewall & Iceberg.
En 2010, el escritor de Slate.com, Josh Levin, dijo que Sepinwall «cambió la naturaleza de la crítica televisiva» y lo llamó el «rey reconocido de la forma» con respecto a los resúmenes y reseñas de episodios semanales. El escritor de The A.V. Club, Steve Heisler, calificó a Sepinwall como «una inspiración para los críticos de televisión de todo el país». Sepinwall hizo un cameo como extra en un episodio de octubre de 2010 de la comedia de NBC Community, un programa que ha elogiado mucho. Más tarde escribió que, en retrospectiva, se arrepintió de haber aparecido en el programa debido a «la extrema confusión de la línea [entre crítico y fan] que causó».
En 2016, Sepinwall comenzó a escribir para Uproxx. De 2017 a 2018, Sepinwall presentó un podcast llamado TV Avalanche con el crítico de televisión de Uproxx Brian Grubb.

### Rolling Stone
En mayo de 2018, Sepinwall anunció que dejaría Uproxx y se mudaría a Rolling Stone.
Como objetivo ambicioso para la recaudación de fondos de caridad durante The George Lucas Talk Show, Sepinwall acordó hacer una reseña del Star Wars Holiday Special, que nunca había visto. La reseña, en la que Sepinwall detalló el completo desastre y la mala idea que fue el especial, se publicó más tarde en Rolling Stone.

### Entrevistas
Sepinwall ha entrevistado a figuras de la televisión como el creador de The Wire, David Simon, el creador de Mad Men, Matthew Weiner, el creador de The O. C., Josh Schwartz, y el creador de  Breaking Bad, Vince Gilligan. También escribió un libro sobre la serie dramática para adolescentes de Fox, The O. C., llamado Stop Being a Hater and Learn to Love The O. C., que se publicó y se estrenó en 2004. En 2007, inmediatamente después de que terminaran Los Soprano, el creador de la serie David Chase le dio a Sepinwall la única entrevista que concedió a cualquier periodista al final del programa. En 2009, cuando NBC estaba contemplando cancelar la comedia de acción Chuck, de la cual Sepinwall era un firme defensor, escribió una carta abierta a los ejecutivos de NBC instándolos a renovar el programa y animándolos a buscar ingresos ampliando los acuerdos de mercadotecnia de colocación de productos existentes. El programa finalmente se renovó y el copresidente de NBC Entertainment, Ben Silverman, le dio crédito parcialmente a Sepinwall por la reactivación del programa, lo que supuestamente ayudó a aumentar el prestigio de Sepinwall. Sepinwall ha sido un firme defensor de programas como Lost, The Shield, Breaking Bad y The Wire.

## Vida personal
Sepinwall vive en Scotch Plains, Nueva Jersey, con su esposa, su hija y su hijo.

## Obras publicadas
- Sepinwall, Alan (27 de julio de 2004). Stop Being a Hater and Learn to Love The O.C. Chamberlain Bros. ISBN 1596090065.
- Sepinwall, Alan (21 de noviembre de 2012). The Revolution Was Televised. ISBN 978-0615718293.
- Sepinwall, Alan (21 de mayo de 2013). The Revolution Was Televised. Touchstone Books. ISBN 978-1476739670.
- Sepinwall, Alan; Seitz, Matt Zoller (6 de septiembre de 2016). TV (The Book): Two Experts Pick the Greatest American Shows of All Time. Grand Central Publishing. ISBN 978-1455588190.
- Sepinwall, Alan (10 de octubre de 2017). Breaking Bad 101: The Complete Critical Companion. Abrams Books. ISBN 978-1419724831.
- Sepinwall, Alan; Seitz, Matt Zoller (8 de enero de 2019). The Sopranos Sessions. Abrams Books. ISBN 978-1419734946.